# Бернардіно Кабальєро
Бернардіно Кабальєро (ісп. Juan Bernardino Caballero de Añasco y Melgarejo; 20 травня 1839, с. Ібікуї департамент Парагуарі, Парагвай — 26 лютого 1912, Асунсьйон, Парагвай) — парагвайський державний і політичний діяч, президент Парагваю (1880—1886).

## Життєпис
Нащадок іспанської шляхти, що переселилася до Південної Америки. У молодості вступив до парагвайської армії.
Учасник Парагвайської війни (1864—1870), під час якої став довіреною особою і помічником президента Франсіско Солано Лопеса. Завдяки своїм здібностям швидко зробив кар'єрну в армії, зайнявши пост командувача ар'єргардом. Став генералом.
У 1871 був призначений військовим міністром Парагваю, у 1878—1880 виконував обов'язки міністра внутрішніх справ.
Після смерті президента Хуана Баутісти Хіля, який загинув у результаті замаху в 1877, генерал Бернардіно Кабальєро допоміг своєму другу Кандідо Барейро зайняти президентське крісло.
Однак, уже у 1880 Кандідо Барейро помер, залишивши вищу посаду в Парагваї вакантною. Зосередивши у своїх руках значні сили, генерал Бернардіно Кабальєро здійснив державний переворот і захопив владу.
З 4 вересня 1880 до 25 листопада 1882 був тимчасовим президентом Парагваю, відтак до 25 листопада 1886 — президентом Парагваю.
Війна «<Троїстого союзу» проти Парагваю у 1864—1870 призвела майже до повного спустошення країни. З 1,3 млн жителів Парагваю вціліло біля 200 тисяч, з них чоловіків — 20 тисяч. Спустошені землі не привабили іммігрантів. Державний бюджет був пустим.
Б. Кабальєро здійснив низку рішучих заходів з упорядкування парагвайської скарбниці. Провів приватизацію більшості державних земельних угідь, отримавши таким чином значні надходження у бюджет країни.
У 1870 — один з основних організаторів політичної організації Club del Pueblo, з якої згодом утворилася партія.
У 1887 створив партію Колорадо (Національний Республіканський Союз — Asociación Nacional Republicana — Partido Colorado).
Покинувши у 1886 пост президента, Б. Кабальєро мав величезний вплив на ухвалення політичних рішень у країні, так як лишався головнокомандувачем парагвайської армії. Політики, що були при владі після нього, перебували під його впливом до 1894.
До 1904 Б. Кабальєро продовжував займати провідне місце в політичному житті Парагваю.